# Баг-е Шейх (Марказі)
Баг-е Шейх (перс. باغ شيخ) — село в Ірані, у дегестані Таразнагід, у Центральному бахші, шагрестані Саве остану Марказі. За даними перепису 2006 року, його населення становило 1002 особи, що проживали у складі 231 сім'ї.

## Клімат
Середня річна температура становить 18,46 °C, середня максимальна – 37,72 °C, а середня мінімальна – -3,22 °C. Середня річна кількість опадів – 265 мм.
| Клімат поселення                              | Клімат поселення | Клімат поселення | Клімат поселення | Клімат поселення | Клімат поселення | Клімат поселення | Клімат поселення | Клімат поселення | Клімат поселення | Клімат поселення | Клімат поселення | Клімат поселення | Клімат поселення |
| Показник                                      | Січ.             | Лют.             | Бер.             | Квіт.            | Трав.            | Черв.            | Лип.             | Серп.            | Вер.             | Жовт.            | Лист.            | Груд.            |                  |
| Середній максимум, °C                         | 13,42            | 15,77            | 19,74            | 26,42            | 31,76            | 36,90            | 37,72            | 36,71            | 32,70            | 25,97            | 19,22            | 13,30            |                  |
| Середня температура, °C                       | 5,10             | 7,44             | 11,42            | 18,10            | 23,44            | 28,57            | 31,36            | 30,35            | 26,32            | 19,62            | 12,86            | 6,94             |                  |
| Середній мінімум, °C                          | −3,22            | −0,88            | 3,10             | 9,77             | 15,12            | 20,25            | 24,98            | 23,98            | 19,96            | 13,24            | 6,49             | 0,56             |                  |
| Норма опадів, мм                              | 42               | 38               | 43               | 28               | 19               | 4                | 1                | 1                | 2                | 18               | 28               | 41               |                  |
| Середньомісячна швидкість вітру, м/с          | 1.89             | 2.42             | 3.02             | 3.31             | 3.20             | 3.06             | 3.23             | 2.99             | 2.50             | 2.30             | 1.97             | 1.88             |                  |
| Середньомісячна сонячна радіація, кДж/м²·день | 9090             | 11828            | 14485            | 18091            | 22005            | 25905            | 25224            | 23327            | 19955            | 14775            | 10867            | 8660             |                  |
| --------------------------------------------- | ---------------- | ---------------- | ---------------- | ---------------- | ---------------- | ---------------- | ---------------- | ---------------- | ---------------- | ---------------- | ---------------- | ---------------- | ---------------- |
| Джерело:                                      |                  |                  |                  |                  |                  |                  |                  |                  |                  |                  |                  |                  |                  |